# Rio nell'Elba
Rio nell'Elba là một đô thị ở tỉnh Livorno ở vùng Toscana, có khoảng cách khoảng 130 km về phía tây nam của Firenze và khoảng 80 km về phía nam của Livorno. Tại thời điểm ngày 31 tháng 12 năm 2004, đô thị này có dân số 1.114 người và diện tích là 16,7 km².
Rio nell'Elba giáp các đô thị: Porto Azzurro, Portoferraio, Rio Marina.